# Ocymyrmex flaviventris
Ocymyrmex flaviventris är en myrart som beskrevs av Santschi 1914. Ocymyrmex flaviventris ingår i släktet Ocymyrmex och familjen myror. Inga underarter finns listade i Catalogue of Life.